# Le Retour de Beorhtnoth, fils de Beorhthelm
Vous lisez un « bon article » labellisé en 2012.
Le Retour de Beorhtnoth, fils de Beorhthelm (The Homecoming of Beorhtnoth Beorhthelm's Son) est une pièce de théâtre en vers allitératifs de J. R. R. Tolkien parue en 1953. Son action se déroule dans l'Angleterre de la fin du Xe siècle, peu après la défaite des Anglais face aux Vikings à la bataille de Maldon. Elle met en scène Torhthelm et Tídwald, deux serviteurs anglais chargés d'aller récupérer le corps de leur seigneur Beorhtnoth, tombé au combat lors de cette bataille.
Tolkien situe sa pièce dans la continuité du poème en vieil anglais La Bataille de Maldon. Elle est précédée d'une introduction, dans laquelle Tolkien retrace brièvement le contexte historique du récit, et suivie d'un essai sur le mot anglo-saxon ofermod, qui apparaît dans La Bataille de Maldon pour décrire le caractère de Beorhtnoth et dont le sens exact est incertain.

## Résumé
La pièce, qui n'est pas découpée en actes ou en scènes, se déroule dans la soirée du 10 août 991 près de Maldon, dans l'Essex. Deux serviteurs anglais, Torhthelm et Tídwald, ont été chargés par les moines de l'abbaye d'Ely de récupérer le corps de Beorhtnoth, ealdorman d'Essex, qui conduisait les Anglais sur le champ de bataille et y a laissé la vie. Leurs caractères sont très différents : Torhthelm (« Totta »), fils de ménestrel, est tour à tour flamboyant et terrifié, tandis que Tídwald (« Tida »), plus âgé et expérimenté, fait davantage preuve de bon sens, mais également d'une certaine résignation.
Les deux hommes parcourent le champ de bataille et identifient les corps de plusieurs de leurs compatriotes avant de découvrir celui de Beorhtnoth. En retournant à leur chariot, ils entendent des pillards. Croyant avoir affaire à des Vikings, Torhthelm en tue un avec l'épée de Beorhtnoth ; Tídwald le rabroue pour cet acte inutile. Sur le trajet, il explique à son compagnon les raisons de la défaite des Anglais : Beorhtnoth, trop orgueilleux, a laissé les envahisseurs franchir la Blackwater avant d'engager le combat, abandonnant ainsi l'avantage du terrain face à des adversaires supérieurs en nombre.
Le chariot prend ensuite le chemin d'Ely, conduit par Tídwald. À l'arrière, Torhthelm sommeille auprès du corps de son seigneur. Comme dans un rêve, il déclame les mêmes paroles prononcées par Beorhtwold, un soldat de Beorhthelm, à la fin du poème La Bataille de Maldon :
| L'âme sera d'autant plus ferme, plus hardi le cœur, Plus grand le courage, que diminue notre force. | Heart shall be bolder, harder be purpose, more proud the spirit as our power lessens! | Hige sceal þe heardra, heorte þe cenre, mod sceal þe mare þe ure mægen lytlað. |

La pièce s'achève sur le chant des moines d'Ely qui déclament le Dirige. Une voix inconnue commente en vers rimés, les seuls de tout le texte :
| Tristes chants des moines de l'île d'Ely ! Ramez, hommes ! Écoutons-les un peu ici ! | Sadly they sing, the monks of Ely isle! Row men, row! Let us listen here a while! |

## Rédaction et publication
L'idée d'écrire une pièce de théâtre faisant suite au poème La Bataille de Maldon semble être venue à Tolkien vers le début des années 1930. Il subsiste deux brouillons d'un fragment de dialogue en vers rimés (et non allitératifs) entre « Pudda » et « Tibba » datant de cette période ; le second est griffonné au dos du plus ancien brouillon connu du poème « Errance ». La rédaction du texte se poursuit à travers de nombreux brouillons et s'achève avant 1945 selon le biographe de Tolkien Humphrey Carpenter. La collection Tolkien de la bibliothèque bodléienne de l'université d'Oxford possède une partie des brouillons manuscrits du texte (qui ne concernent que les deux premières parties), ainsi que la version finale, tapée à la machine. Bien que les brouillons de l'essai « Ofermod » n'y figurent pas, les versions successives du dialogue témoignent de la progression de la réflexion de Tolkien concernant la représentation de l'orgueil dans La Bataille de Maldon.
Le Retour de Beorhtnoth, fils de Beorhthelm est publié en octobre 1953 dans le volume 6 du journal Essays and Studies by Members of the English Association. Tom Shippey, qui a lui-même occupé ce poste quelques décennies plus tard, imagine fort bien l'embarras dans lequel a dû être plongé l'éditeur de cette revue scientifique en recevant ce texte centré sur un poème ne correspondant guère aux normes d'écriture universitaires. Il est réédité en 1966 dans le recueil américain The Tolkien Reader, publié par Ballantine Books, puis en 1980 dans Poems and Stories, publié par Allen & Unwin, entre autres rééditions.
Le Retour de Beorhtnoth, fils de Beorhthelm a été traduit en espagnol, en français, en italien, en japonais, en néerlandais, en russe, en suédois et en tchèque. Sa traduction française est parue en 2003 chez Christian Bourgois éditeur au sein du recueil Faërie et autres textes.

## Thèmes et analyses

### L'ofermod, «excessif orgueil»
Dans l'essai « Ofermod » qui accompagne la pièce, Tolkien affirme que l'analyse du poème La Bataille de Maldon se résume trop souvent à celle des vers 312-313 (cités dans le songe de Torhthelm), alors que selon lui, les vers 89-90 sont tout aussi importants (la traduction en anglais moderne est la sienne) :
| Ða se eorl ongan for his ofermode alyfan landes to fela laþere ðeode. | then the earl in his overmastering pride actually yielded ground to the enemy, as he should not have done | puis le comte, emporté par son excessif orgueil, céda trop de terrain à l'ennemi, ce qu'il n'aurait pas dû faire |

Tolkien argue que ces vers traduisent le sentiment réel du poète à l'égard de Beorhtnoth, celui d'une profonde réprobation. Le poète critique l'ofermod de Beorhtnoth, cet « orgueil excessif » qui l'a poussé à céder à la demande des Vikings d'un combat équitable. Un orgueil d'origine diabolique : Tolkien note que le seul autre usage connu du nom ofermod dans la littérature anglo-saxonne (dans la Genèse B) concerne Lucifer. Sous l'influence de la tradition héroïque anglo-saxonne, Beorhtnoth fait preuve d'une chevalerie déplacée et commet une double faute : d'une part, il dépasse et, en fait, trahit son devoir ; d'autre part, il sacrifie la vie de ses hommes, ce qu'il n'a pas le droit de faire : « le seigneur peut en vérité recevoir le bénéfice des actions de ses chevaliers, mais il ne saurait utiliser leur loyauté ni les mettre en péril dans ce seul but ». Tolkien dresse des parallèles avec les représentations de l'héroïsme et de la responsabilité des chefs à l'égard de leurs serviteurs dans Beowulf (critiquant la décision de Beowulf d'aller affronter le dragon) et Sire Gauvain et le Chevalier vert. Il cite les vers 3077-3078 de Beowulf pour résumer ce qu'il considère être l'opinion du poète de Maldon : « oft sceall eorl monig anes willan wraec adreogan » (« souvent plus d'un preux doit, par le vouloir d'un seul, connaître le malheur »).
Tolkien se place à contre-courant de l'interprétation qui est couramment faite du poème à l'époque, qui s'appuie principalement sur les vers 312-313 et considère que l'héroïsme de Beorhtnoth y est glorifié et non condamné par l'auteur. Son analyse est communément acceptée pendant plusieurs décennies, puis commence à être remise en question au début des années 1990 : pour Tom Shippey, elle est « tendancieuse et hautement personnelle », influencée par la contradiction ressentie par Tolkien entre l'esprit héroïque païen et les valeurs du christianisme auquel il adhérait fortement. Michael Drout exprime une opinion similaire, quoique plus nuancée : selon lui, la lecture que fait Tolkien de La Bataille de Maldon est indéfendable en tant qu'interprétation des intentions de l'auteur du poème, mais valable comme opinion subjective sur un poème complexe. Pour Drout, le principal mérite du Retour de Beorhtnoth est d'avoir « incité les critiques à considérer avec davantage de sérieux cette culture [anglo-saxonne], ses tensions et ses contradictions ».

### Torhthelm et Tídwald, valeurs païennes et valeurs chrétiennes
La pièce en elle-même illustre le point de vue de Tolkien sur La Bataille de Maldon. Ainsi, le personnage de Torhthelm, qui admire les vers anciens et leurs valeurs, est dépeint comme lâche et vantard, l'esprit embrouillé par cette même poésie héroïque anglo-saxonne qui a conduit Beorhtnoth à laisser traverser les Vikings. Son nom même, qui signifie « Heaume brillant », renvoie à l'héroïsme nordique. Tolkien réserve un traitement particulier aux vers 312-313 du poème original, qui contredisent la lecture qu'il en fait : il les place dans un songe de Torhthelm, et y ajoute deux vers de son cru pour accentuer ce qu'il perçoit comme leur caractère païen, voire manichéen :
| L'esprit ne cèdera ni l'ardeur ne pliera, Si la fin doit venir et l'ardeur triompher. | Mind shall not falter nor mood waver, though doom shall come and dark conquer. |

À l'inverse, le nom de Tídwald signifie « Gardien du temps », en accord avec son pragmatisme : lui a conscience que l'ère païenne de l'Angleterre est achevée. Il incarne en partie les vertus chrétiennes en faisant preuve de charité et de pitié à l'égard des pilleurs de tombes, même s'il lui manque l'espérance pour représenter véritablement l'héroïsme chrétien : « toujours plus de travail et de guerre jusqu'à la fin du monde », se lamente-t-il. Jane Chance identifie un tertium quid (en) entre les deux opposés que représentent Torhthelm et Tídwald dans la voix inconnue de la fin de la pièce, dont les vers sont une paraphrase d'une citation du Liber Eliensis attribuée au roi Knut le Grand. Celui-ci constitue en effet une synthèse des deux camps : « guerrier et chrétien, Danois et Anglais, roi et mélomane ».
Jane Chance propose de classer Le Retour de Beorhtnoth, fils de Beorhthelm avec Le Lai d'Aotrou et Itroun (1945), Le Fermier Gilles de Ham (1949) et le poème Imram (1955) dans une série d'œuvres où Tolkien s'intéresse à l'échec des valeurs héroïques germaniques. Le seigneur Aotrou du Lai et le roi Ambrosius Aurelianus de Gilles font preuve du même orgueil que Beorhtnoth et connaissent des chutes comparables.
Paul Kocher situe l'opposition entre Torhthelm et Tídwald à un autre niveau : selon lui, la façon dont le second réfute constamment les tentatives du premier d'idéaliser la bataille trahissent l'opinion de Tolkien sur la guerre en général, après son expérience douloureuse des tranchées de la Première Guerre mondiale. Kocher estime également que la confusion dont Torhthelm fait preuve entre le monde des anciens poèmes et le monde réel est à considérer, en lien avec l'essai Du conte de fées, comme une dénonciation des dangers de l'« escapisme », et représente « une mise en garde contre le recours abusif à la fantasy ».

## Adaptations
Durant la première moitié de 1954, Tolkien écrit au producteur P. H. Newby pour lui proposer d'adapter Le Retour de Beorhtnoth, fils de Beorhthelm en pièce radiophonique, qui pourrait être diffusée par la BBC à l'occasion de l'anniversaire de la bataille de Maldon en juillet. Cette proposition donne lieu à une adaptation produite par Rayner Heppenstall (en), diffusée sur BBC Third Programme le 3 décembre 1954 et rediffusée le 17 juin 1955. Tolkien n'est pas tendre avec le travail de Heppenstall, jugeant la production « incompétente ».
Il existe également un enregistrement audio du Retour de Beorhtnoth, fils de Beorhthelm réalisé par Tolkien lui-même, dans lequel il interprète tous les rôles et réalise lui-même les effets sonores. Cet enregistrement, augmenté d'une lecture de l'introduction et de l'essai « Ofermod » par Christopher Tolkien, a été publié au format cassette par HarperCollins en édition limitée à l'occasion de la Tolkien Centenary Conference, en 1992.